# Akdurmuş, Bingöl
Akdurmuş là một xã thuộc thành phố Bingöl, tỉnh Bingöl, Thổ Nhĩ Kỳ. Dân số thời điểm năm 2010 là 265 người.